# Hierodula quadridens
Hierodula quadridens es una especie de mantis de la familia Mantidae.

## Distribución geográfica
Se encuentra en las islas Kai (Indonesia)